# Wahlkreis Bautzen II – Löbau II
Der Wahlkreis Bautzen II – Löbau II war ein Landtagswahlkreis zur Landtagswahl in Sachsen 1990, der ersten Landtagswahl nach der Wiedergründung des Landes Sachsen. Er hatte die Wahlkreisnummer 33.
Der Wahlkreis umfasste Teile der Landkreise Bautzen und Löbau: Breitendorf, Coblenz, Crostau, Eiserode, Eulowitz, Gaußig, Georgewitz-Bellwitz, Gnaschwitz, Göda, Großdehsa, Großpostwitz/O.L., Hochkirch, Jenkwitz, Kirschau, Kittlitz, Kleindehsa, Kleinradmeritz, Kubschütz, Lautitz, Löbau, Niederkaina, Obergurig, Plotzen, Pommritz, Prischwitz, Rodewitz/Spree, Rosenhain, Salzenforst-Bolbritz, Schirgiswalde, Sohland/Spree, Taubenheim/Spree, Wehrsdorf, Wilthen und Zoblitz.
Für die Landtagswahlen 1994 wurde auch infolge der Kreisreform die Wahlkreisstruktur verändert, zudem wurde die Zahl der Wahlkreise von 80 auf 60 verringert. Das Gebiet des Wahlkreises Bautzen II – Löbau II wurde 1994 auf 2 Wahlkreise aufgeteilt. Während der größere Teil des Wahlkreises im Wahlkreis Bautzen 2 aufging, wechselten die Gemeinde Hochkirch mit den vorher eigenständigen Ortsteilen Breitendorf, Plotzen, Pommritz und Rodewitz sowie die Orte Gaußig, Gnaschwitz, Jenkwitz und Kubschütz in den Wahlkreis Bautzen 1.

## Ergebnisse
Die Landtagswahl 1990 fand am 14. Oktober 1990 statt und hatte folgendes Ergebnis für den Wahlkreis Bautzen II – Löbau II:
| Direktkandidat | Partei (Kürzel) | Erststimmen (%) | Zweitstimmen (%) |
| -------------- | --------------- | --------------- | ---------------- |
|                | DA              | 01,4            | 00,6             |
| Horst Gallert  | CDU             | 58,5            | 61,6             |
|                | Chr. L          | -               | 00,7             |
|                | DBU             | 00,8            | 00,7             |
|                | DSU             | 04,4            | 03,2             |
|                | F.D.P.          | 04,5            | 03,6             |
|                | LL-PDS          | 10,7            | 09,8             |
|                | NPD             | -               | 00,9             |
|                | FORUM           | 06,2            | 04,2             |
|                | RAP             | -               | 00,2             |
|                | SHB             | -               | 00,1             |
|                | SPD             | 13,5            | 14,2             |

Es waren 48.841 Personen wahlberechtigt. Die Wahlbeteiligung lag bei 76,6 %. Von den abgegebenen Stimmen waren 2,5 % ungültig. Als Direktkandidat wurde Horst Gallert (CDU) gewählt. Er erreichte 58,5 % aller gültigen Stimmen.